# 函数式反应式编程
函数式反应式编程(FRP) 是一种编程范式，它采用函数式编程的基础部件（如map、reduce、filter等），进行反应式编程（异步数据流程编程）。FRP被用于GUI、机器人和音乐方面的编程，旨在通过显式的建模时间来简化这些问题。

## FRP的形式
函数式反应编程，自从1997年由Conal Elliott和保罗·胡达客在ICFP 97论文《函数式反应式动画》中提出以来，产生了多种形式。其多样性的一条轴线，是离散与连续语义对比。另一条轴线，是怎样让FRP系统可以动态地更改。

### 连续
FRP的最早形式采用了连续的语义，旨在抽象出对程序的意义无关紧要的操作细节。这种形式的关键属性为：
- 建模在连续时间内变化的值，叫做“行为”，后来称为“信号”。
- 建模“事件”，它发生在离散的时间点上。
- 系统可在反应事件时被改变，通用采用术语“切换”。
- 从反应模型中分离出求值细节，如采样率。

这种FRP语义模型在无副作用的语言中通常采用随时间变化的连续函数。

### 离散
如事件驱动FRP和Elm在0.17版本之前的那种形式，它们要求更新过程是离散的，且由事件驱动。这些形式在FRP的实践中被加以推崇，它们专注于拥有简单API的语义，比如在机器人或Web浏览器中可以被高效地实现。
在这些形式下，行为和事件的概念通常会被合并成信号，它总是拥有当前值，但会被离散地改变。

## 交互式FRP
Conal Elliott在2008年已经指出，从输入到输出，这种普通的FRP模型，不太适合交互式程序。在从输入映射到输出的过程中缺乏“运行”程序的能力，可能意味着必须使用以下解决方案之一：
- 创建表示行动的一个数据结构，它表现为输出。行动必须被一个外部的解释器或环境来运行。它继承了最初Haskell的流式I/O的全部难点。[8]
- 使用箭头化的FRP，和有能力实行行动的嵌入箭头。行动也必须有身份标识，比如说使得它们可以做维护各自的可变存储。采取这种办法的是Fudgets库[9]，和更一般性的单子流函数[10]。
- 最新颖的方法就是允许行动现在运行（于IO单子中），但将它们结果的接收推迟到以后。[11]它利用了事件和IO单子之间的交互，并兼容于更加面向表达式的FRP：

```
planNow
 
::
 
Event
 
(
IO
 
a
)
 
->
 
IO
 
(
Event
 
a
)

```

## 实现问题
存在两种类型的FRP系统，基于推送的和基于拉取的。基于推送的系统接收事件，并将它们推过一个信号网络来达成结果。基于拉取的系统会等待对结果的需求，并逆向通过该网络检索所需求的值。
某些FRP系统例如Yampa使用采样，这里将采样推过一个信号网络。这种方法有个缺点：网络在一个计算步骤持续期间必须等待，然后才能发现输入上的变更。采样就是个基于推送的FRP示例。
Hackage上的Reactive和Etage库介入了一种叫做“推送-拉取FRP”的方式。按照这种方式，只在需求纯粹定义的流（如随时间推移的固定事件的列表）上的下一个事件时，才会构造该事件。这些纯粹定义的流的行为类似于Haskell中的惰性列表。此为基于拉取的部分。基于推送的部分会在系统外部的事件被带入系统时使用到。外部的事件会被推送给消费者，这样它们就可以在它发布的瞬间找到该事件。

## 实现
- Yampa[12]，是一个箭头化、高效的、纯Haskell实现，支持SDL、SDL2、OpenGL和HTML DOM。
- reflex[13]，是一个高效的，用Haskell实现的推送/拉取式FRP，主要宿主是浏览器/DOM、SDL和Gloss。
- reactive-banana[14]，是一个用Haskell实现的目标不可知的推送式FRP。
- netwire[15]和varying[16]，是箭头化的，用Haskell实现的拉取式FRP。
- Flapjax，是一个用JavaScript实现的行为/事件式FRP。
- React[17]，是用于函数式反应编程的一个OCaml模块。
- Sodium[18]，是独立于UI框架的推送式FRP实现，支持多种编程语言比如Java、TypeScript和C#。
- ReactiveX，由它的JavaScript实现rxjs[19]而流行，是实现函数式反应式编程的综合性跨平台范型，将数据当作可观测者的流来处理。
- Dunai[20]，是支持类和箭头化FPR的，使用单子流函数的一个Haskell的快速实现。

## 另请参阅
- Elm编程语言，曾经支持FRP[21]，但是现在以不同的模式替代了它[22]。
- Ur编程语言，浏览器客户端包括了函数式反应式编程设施。
- 增量计算
- 串流处理